# Agnez-lès-Duisans
Agnez-lès-Duisans ist eine französische Gemeinde im Département Pas-de-Calais in der Region Hauts-de-France. Sie gehört zum Kanton Avesnes-le-Comte im Arrondissement Arras.

## Lage
Die Gemeinde Agnez-lès-Duisans liegt im Artois am Bach Gy, zehn Kilometer westlich von Arras. Nachbargemeinden von Agnez-lès-Duisans sind Haute-Avesnes im Norden, Étrun im Nordosten, Duisans und Warlus im Südosten, Gouves im Süden, Montenescourt im Südwesten und Habarcq im Nordwesten.

## Bevölkerungsentwicklung
| Jahr                       | 1962 | 1968 | 1975 | 1982 | 1990 | 1999 | 2006 | 2012 | 2022 |
| -------------------------- | ---- | ---- | ---- | ---- | ---- | ---- | ---- | ---- | ---- |
| Einwohner                  | 386  | 397  | 415  | 507  | 561  | 650  | 674  | 648  | 635  |
| Quellen: Cassini und INSEE |      |      |      |      |      |      |      |      |      |

## Sehenswürdigkeiten
- Kirche Saint-Martin, Monument historique

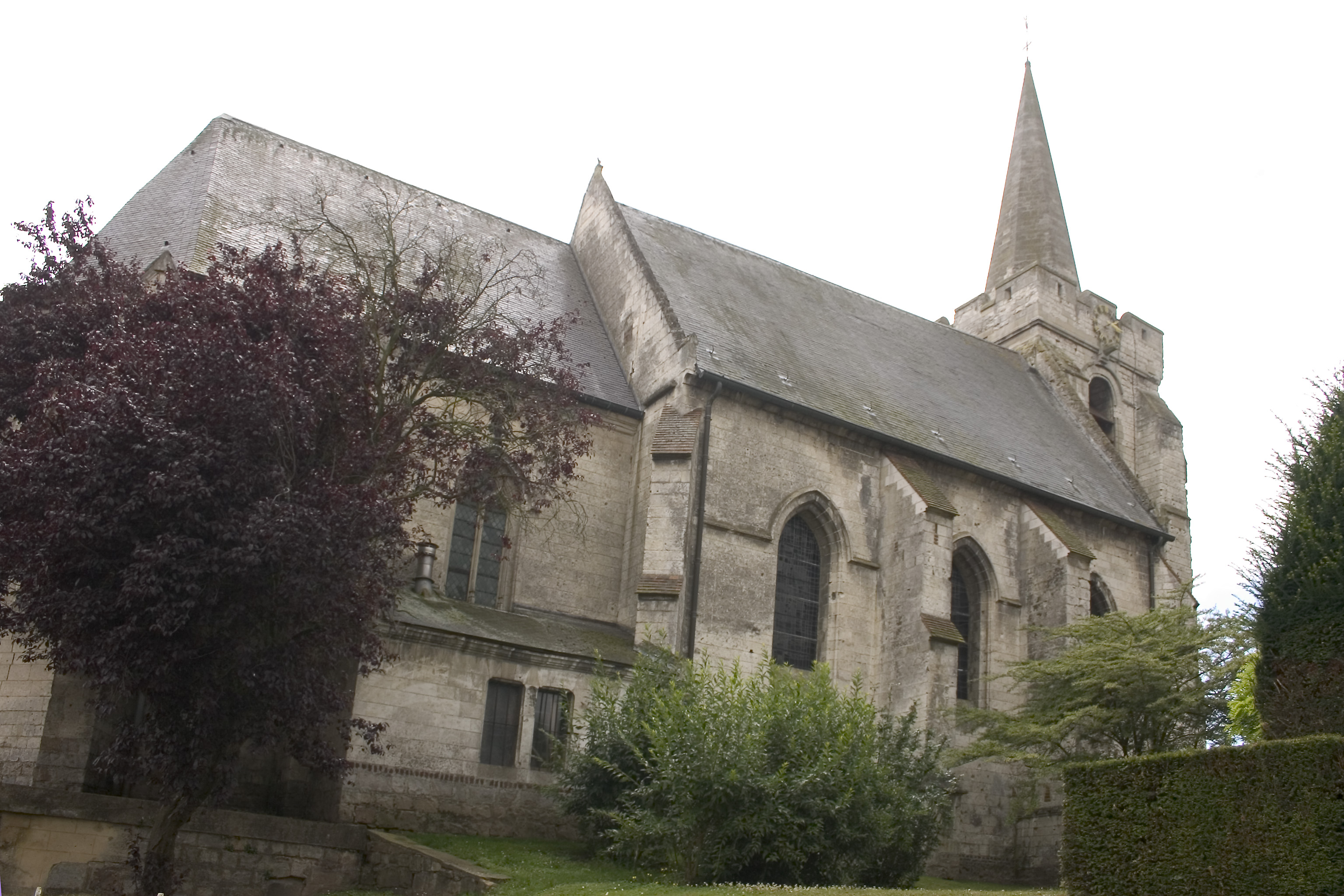
Kirche Saint-Martin